# Derek Bailey
Derek Bailey (29. ledna 1930 – 25. prosince 2005) byl britský kytarista. Na kytaru začal hrát v deseti letech. V roce 1963 spolu s kontrabasistou Gavinem Bryarsem a bubeníkem Tonym Oxleyem založil trio nazvané Joseph Holbrooke podle stejnojmenného skladatele a klavíristy. V roce 1970 spolu s Oxleyem a saxofonistou Evanem Parkerem založil vydavatelství Incus Records. Během své kariéry spolupracoval s dalšími hudebníky, mezi které patří Han Bennink, Anthony Braxton, Pat Metheny, Jamie Muir, Fred Frith nebo John Zorn. Zemřel na komplikace po onemocnění motorického neuronu ve svých pětasedmdesáti letech.